# Telus Field
Pour les articles homonymes, voir Telus (homonymie).
Le Telus Field est un stade de baseball, d'une capacité de 10000 places, situé à Edmonton, dans la province de l'Alberta, au Canada. 

## Histoire
Il a été le domicile de plusieurs clubs professionnels de baseball évoluant en ligue mineure ; Il a été de 1995 à 2004 le domicile des Trappers d'Edmonton, club de niveau Triple-A évoluant en Ligue de la côte du Pacifique, puis de 2005 à 2011 celui des Capitals d'Edmonton.